# František Smetánka
František Smetánka (4. listopadu 1888 Sněžné – 23. února 1967 Londýn) byl český lékař, univerzitní profesor, významný činitel krajanského hnutí a představitel československého zahraničního odboje za druhé světové války.

## Život
František Smetánka se narodil 4. listopadu 1888 v rodině evangelického faráře ve Sněžném (dříve Německém) u Nového Města na Moravě. Měl dva starší bratry a tři starší sestry, k nimž o tři roky po něm přibyla ještě další sestra. Byl vychován v duchu prakticky účinného křesťanství, které podává pomocnou ruku všude tam, kde je jí třeba. Nejstarší bratr Emil (1875-1949), profesor češtiny a literatury na Karlově univerzitě v Praze, byl nástupcem Jana Gebauera na katedře českého jazyka. Další bratr Jaroslav (1881-1937), blízký spolupracovník T. G. Masaryka za první světové války, byl čs. generálním konzulem v Chicagu. Od roku 1898 František Smetánka studoval na gymnáziu v Kolíně a 27. června 1906 maturoval s vyznamenáním. Absolvoval pak lékařskou fakultu Univerzity Karlovy, když už předtím od roku 1909 byl demonstrátorem, od 1. října 1910 asistentem fyziologického ústavu. Kratší čas pobyl v Havlíčkově (dříve Německém) Brodě a na otorhinolaryngologické klinice v Praze, v období první světové války pak byl vojenským lékařem na různých místech. Po ukončení války se 13. listopadu 1918 stal docentem fyziologie na Karlově univerzitě v Praze.

### Působení na univerzitě v Záhřebu
František Smetánka měl velký podíl na otevření lékařské fakulty univerzity v Záhřebu, kde byl 22. ledna 1919 jmenován řádným profesorem svého oboru (fyziologie) a kde pracoval až do prvních měsíců roku 1941. V obdobích 1920-1921, 1925-1926 a 1938-1939 byl dokonce děkanem lékařské fakulty. V období pobytu na záhřebské univerzitě profesor Smetánka publikoval v odborných lékařských časopisech a ve svém oboru byl považován za kapacitu.

### Práce pro naše krajanské hnutí v Jugoslávii
Po celou dobu působení v chorvatském Záhřebu se profesor Smetánka účastnil práce mezi krajany. V jeho životě byla údobí, kdy této činnosti věnoval veškerý svůj čas. V letech 1920-23 stál v čele České besedy, a když byl tento spolek spojen s Československou obcí, byl Smetánka v letech 1939-40 jejich prvním předsedou. V roce 1921 byl v Bělehradě založen – jako vrcholná organizace Čechů a Slováků v Jugoslávii – Československý svaz. Profesor Smetánka byl jeho v pořadí třetím předsedou, a to od roku 1937, kdy bylo sídlo svazu přeloženo z Bělehradu do Záhřebu, až do dubna 1941, kdy pod vlivem válečných událostí byla činnost svazu definitivně zastavena. František Smetánka měl významný podíl na prosazení a realizaci výstavby Českého národního domu v Záhřebu, který byl otevřen na podzim 1937 a stal se až do doby obsazení Jugoslávie centrem nejen krajanského života, ale po zániku Československé republiky v březnu 1939 také jedním z center československé zahraniční akce.

### Pomoc československému zahraničnímu odboji v Jugoslávii
Československý svaz v Jugoslávii v čele s profesorem Smetánkou se krátce po obsazení Československa v roce 1939 přihlásil k podpoře československé zahraniční akce, a to ve spolupráci s bývalým vyslancem ČSR v Jugoslávii Dr. Jaroslavem Lípou a zástupcem slovenských krajanů Dr. Jánem Bulíkem. Základním prvkem činnosti byla od počátku podpora uprchlíků z Protektorátu, od podzimu 1939 pak s důrazem na pomoc přicházejícím dobrovolníkům ke vstupu do československé zahraniční armády. Ve velké většině se jednalo o uprchlíky, kteří prošli Slovenskem a Maďarskem a často bez platných dokladů a zcela bez prostředků přecházeli ilegálně na území Jugoslávie. Mnoho těchto uprchlíků prošlo Českým národním domem v Záhřebu, kde jim byl poskytnut nocleh, stravování, lékařské ošetření a také prozatímní cestovní doklady k cestě do Bělehradu, kde byl od konce roku 1939 organizován nábor dobrovolníků do naší zahraniční armády. Dle záznamů, uložených v Národním archivu v Praze, v období od 30. září 1939 do 15. června 1940 bylo ze Záhřebu do Bělehradu zorganizováno 93 transportů o celkovém počtu 673 dobrovolníků. Tuto pomoc osobně řídil František Smetánka, který byl po celou dobu ve spojení s vedením československého odboje v Paříži a Londýně, především díky francouzskému diplomatickému kurýru. Smetánka byl v souvislosti s péčí o přicházející dobrovolníky v úzkém kontaktu s československými vojenskými zplnomocněnci, jako byli František Hieke (Stoj) nebo Jaroslav Hájíček (Petr). Po vojenské porážce Francie musela být činnost svazu v čele s profesorem Smetánkou výrazně omezena, veškerá "protiněmecká" činnost byla vyšetřována jugoslávskými úřady, nyní už v úzké součinnosti s německými orgány. Začátkem srpna 1940 dokonce došlo k zatčení tří příslušníků naší zahraniční akce, z nichž jedním byl Stanislav Veselý, tajemník Československého svazu v Záhřebu a pravá ruka profesora Smetánky, dalšími pak byli Erich Soeldner z Bělehradu a Godo Jirásek z Mariboru. Všichni tři zatčení byli jako protektorátní příslušníci vydáni do Německa, kde byli vězněni a později také popraveni. František Smetánka, který měl již jugoslávské státní občanství, zatčení unikl, ale nakonec musel v okamžiku německého vpádu do Jugoslávie začátkem dubna 1941 urychleně opustit Jugoslávii.

### Činnost Františka Smetánky pro exilovou vládu
Po nacistické okupaci Jugoslávie František Smetánka uprchl na Střední východ. Po několikaměsíčním pobytu v Jeruzalémě se dal plně do služeb československého zahraničního odboje a 15. listopadu 1941 se stal organizátorem a vedoucím pracovníkem čs. sekce rozhlasového vysílání v Bejrútu, kde pracoval až do 26. srpna 1943, kdy odešel do Velké Británie. Od 31. července 1944 byl zaměstnán v exilovém ministerstvu zahraničních věcí v Londýně, kde pomáhal organizovat ministerstvo sociální péče, zaměřoval se především na poválečnou organizaci československého zdravotnictví. Po válce v roce 1945, se vrátil zpět do Československa ke svému vědeckému oboru. Původně uvažovaný návrat do Jugoslávie, kde chtěl profesor Smetánka pokračovat ve svém odborném i krajanském díle, již nebyl vzhledem ke změněným politickým poměrům v Jugoslávii možný.

### Podíl na budování lékařské fakulty v Hradci Králové
V listopadu 1945 byl František Smetánka pověřen zřízením a vedením fyziologického ústavu Lékařské fakulty UK v Hradci Králové a k 1. lednu 1946 pak jejím vedením ve funkci zastupujícího děkana. Současně působil na fakultě jako řádný profesor fyziologie. Díky profesoru Smetánkovi se podařilo pro hradeckou lékařskou fakultu zajistit z lékařského materiálu UNRRA přiděleného Československu dostatečné příděly pro první potřeby nové fakulty. Činnost Františka Smetánky v čele fakulty však skončila brzy po převzetí moci komunisty v únoru 1948. Profesor Smetánka se nedokázal sžít s novými poměry a navíc věděl, že dříve nebo později bude objektem perzekuce komunistického režimu, rozhodl se proto v červnu 1948 pro emigraci.

### Emigrace a život ve Velké Británii
František Smetánka emigroval do Velké Británie přes Itálii za přispění svých přátel, které znal z dob své odbojové činnosti v Jugoslávii a kteří se v Itálii usídlili; zajistili mu příslušné dokumenty a dočasný azyl. Do Velké Británie profesor Smetánka přijel 10. října 1948. Jeho život v emigraci nebyl jednoduchý: bylo mu už přes šedesát let, což pro plné zaměstnání byla hranice těžko přestupitelná pro všechny občany, tím spíše pro cizince. Dalším důvodem bylo, že Velká Británie neuznávala cizí lékařské diplomy. František Smetánka si tak kromě příspěvků od Czech Refugees Trust Fundu vydělával na živobytí překladatelskou činností, využívaje své bohaté jazykové znalosti. Za svého pobytu v Londýně se účastnil práce v kuratoriu Ústavu dr. Edvarda Beneše, pro který sepsal celou řadů článků politických i zdravotnických. V posledních letech života se v důsledku važné choroby již nemohl veřejně projevovat a žil v péči své neteře na venkově v severním Walesu. Koncem ledna 1967 byl hospitalizován v Horton Hospital v Epsomu (hrabství Surrey, jižně od Londýna). V nemocnici se jeho stav zhoršoval; přidružil se zápal plic a 23. února 1967 ve věku 79 let zemřel. Poslední rozloučení s profesorem Františkem Smetánkou, který se trvale zapsal do srdcí mnoha set svých studentů – mediků, se konalo 2. března 1967 v londýnském krematoriu ve Streatham Parku za velké účasti čs. londýnské kolonie.

## Osobnost Františka Smetánky
Úctu, důvěru a přátelství si dovedl profesor Smetánka získávat jak na vysoké škole, tak v krajanských spolcích svou nezměrnou pílí, obětavostí, vpravdě demokratickým vztahem k lidem a uměním vposlouchávat se do starostí všedních dní každého, kdo za ním přišel, i širokým zájmem o všechny formy sociální práce, pomoci a služby. Jeho osobnost dokumentuje citát V. Panouška ze sborníku k 50. výročí založení lékařské fakulty v Hradci Králové: „Samotnému mi o profesoru Smetánkovi mnohé napovědělo, když jsem v rozhovorech s pamětníky při vzpomínce na něho pokaždé spatřil v jejich očích něco ještě mnohem hlubšího, než jen prožitek úcty.“